# Hypotrix lunata
Hypotrix lunata là một loài bướm đêm thuộc họ Noctuidae. Nó được tìm thấy ở tây nam Arizona (Chiricahua, Huachuca và dãy núi Santa Rita) southward đến the State của Durango ở miền bắc México.
Chiều dài cánh trước là 15–17 mm và Sải cánh khoảng 31 mm. Con trưởng thành bay từ cuối tháng 5 đến giữa tháng 9, probably representing two generations.